# Conjunto contínuo
Conjunto contínuo, em teoria dos conjuntos numéricos, é  aquele que não pode ser dividido em apenas dois subconjuntos fechados que não tenham nenhum ponto comum. Observa a continuidade de Dedekind e, assim, pode ser posto em perfeita correspondência biunívoca com uma reta, de tal modo que "a cada elemento numérico do conjunto em questão (dito contínuo), corresponde um ponto único na reta e, vice-versa, a cada ponto da reta corresponde um elemento numérico único do conjunto". Um conjunto contínuo é aquele que é concomitantemente conjunto compacto e conjunto conexo. Chama-se ainda continuum.
Um conjunto contínuo é plenamente cheio de elementos no seu domínio. Isso significa que, dados dois elementos quaisquer a ele pertencentes, há pelo menos uma infinidade de elementos intermediários. Conjunto contínuo é, assim, mais cheio que o conjunto denso e este, mais que o conjunto discreto.
O exemplo mais notável de conjunto contínuo é o conjunto dos números reais. Efetivamente foi por estudar-lhe a continuidade que o matemático Dedekind desenvolveu extraordinárias estruturas matemáticas.